# Hodophylax basingeri
Hodophylax basingeri là một loài ruồi trong họ Asilidae. Hodophylax basingeri được Pritchard miêu tả năm 1938. Loài này phân bố ở vùng Tân Bắc giới.